# Адыгэ макъ
Адыгэ макъ (Голос адыга) — общественно-политическая газета на адыгском языке, издаваемая в Адыгее. Является самой массовой газетой на адыгском языке. Выходит 5 раз в неделю. Тираж — 4000 экземпляров.
В газете освещаются общественные, экономические и политические аспекты жизни Адыгеи. Публикуются материалы по языку и культуре адыгов.
Газета выходит с 1923 года. В 1926 году получила название «ᴀdәг̌e pseuⱪ» (Адыгская жизнь), затем с сентября 1930 называлась «Гvpđe-uᴀt» (Серп и молот), с марта 1931 — «Kolxoz ʙərᴀq/Колхоз быракъ» (Колхозная жизнь), с апреля 1938 — «Социалистическэ Адыгей». Современное название с 1 января 1991 года. Изначально газета выходила на арабском алфавите, с 1927 — на латинице, а с 1938 — на кириллице. Первоначально издавалась в Краснодаре, а с 1936 года — в Майкопе.